# Guerras sexuais feministas
As guerras sexuais feministas, também conhecidas como guerras sexuais ou guerras pornos, são termos usados para se referir ao conjunto de debates entre as feministas, a respeito de várias questões amplamente relacionadas com a sexualidade e a atividade sexual. As diferentes opiniões sobre sexualidade polarizaram o movimento feminista, particularmente as lideranças, no final da década de 1970 e início da década de 1980; e continuam a influenciar o debate entre as feministas até atualidade. Os lados foram caracterizados pelos grupos, feminismo antipornografia e feminismo sexo-positivo, com divergências em relação à sexualidade, incluindo a pornografia, erotismo, a prostituição, práticas sexuais lésbicas, o papel das mulheres trans na comunidades lésbicas, sadomasoquismo e outras questões sexuais. O movimento feminista foi profundamente dividido como resultado desses debates.

## Dois pontos de vista opostos
Os dois lados foram rotulados de feministas anti-pornografia e feministas sexo-positivo. 

### Feministas antipornografia
Em 1976, Andrea Dworkin organizou manifestações contra o filme Snuff , em Nova York, mas as tentativas para iniciar uma organização de campanha feminista contra a pornografia falhou. Os esforços foram mais bem sucedido em Los Angeles, onde Women Against Violence Against Women foi fundada em resposta à Snuff em 1976; elas fizeram campanha contra o álbum Black and Blue de Rolling Stones. O movimento americano antipornografia ganhou terreno com a fundação da Women Against Violence in Pornography and Media, em 1977, em San Francisco, na sequência de uma conferência em 1976 sobre a violência contra as mulheres, realizada pelo centro local de mulheres. Os primeiros membros incluem Susan Griffin, Kathleen Barry, e Laura Lederer. A WAVPM organizou a primeira conferência nacional sobre a pornografia em San Francisco, em 1978, que incluiu a primeira marcha Take Back the Night. A conferência levou a organizações feministas antipornografia em Nova York, em 1979, sob a bandeira de Mulheres Contra a Pornografia, e de organizações similares e esforços que estão sendo criados em todo os Estados Unidos. Em 1983, Page Mellish, uma membro do WAVPM e de WAP, fundou a Feminists Fighting Pornography para se concentrar no ativismo político em busca de mudanças legais para limitar a indústria pornô. Andrea Dworkin e Catharine MacKinnon buscam leis civis para restringir a pornografia e, para isto elaboraram o Decreto Antipornografia dos Direitos Civis.

### Feministas pró-sexo
A partir de 1979, a jornalista feminista, Ellen Willis, foi uma das primeiras vozes a criticar as feministas antipornografia, que ela viu como puritanismo, autoritarismo moral e uma ameaça à liberdade de expressão. Em seu ensaio de 1981, Horizontes das Luxúria: É o Movimento das Mulheres Pró-Sexo? onde está a origem do termo, "feminismo pró-sexo". A resposta para a vertente do feminismo antipornografia por feministas sexo-positivo, foi promover o sexo como uma avenida de prazer para as mulheres, vendo as posições antipornografia alinhadas à política de direita de guerra ao sexo recreacional e a pornografia. Grupos iniciais de feministas sexo-positivo incluiu Samois, fundado em San Francisco em 1978, cujos primeiros membros incluídos Gayle Rubin e Pat Califia, e a Lesbian Sex Mafia, fundada por Dorothy Allison e Jo Arnone, em Nova Iorque, em 1981. O Feminist Anti-Censorship Taskforce (FACT) foi criado em 1984 por Ellen Willis, em resposta ao Decreto de Dworkin-MacKinnon, em 1989 foi formado a Feminists Against Censorship no Reino Unido, as suas membros, incluindo Avedon Carol e o Feminists for Free Expression foi formado nos EUA em 1992, com membros fundadores incluindo Veronica Vera e Candida Royalle.

## Principais eventos
Em outubro de 1980, a Organização Nacional para as Mulheres identificou o que se tornou conhecido como o "Big Four", através de declarar que "Pederastia, a pornografia, o sadomasoquismo e sexo em público" foram sobre "exploração, violência ou invasão de privacidade" e não "preferência sexual ou orientação". Um dos mais memoráveis confrontos entre feministas pró-sexo e antipornôs ocorreu na Conferência Barnard sobre a Sexualidade em 1982. Feministas antipornografia foram excluídas dos eventos do comitê de planejamento, de modo que elas realizaram comícios do lado de fora da conferência para mostrar o seu desprezo.

## Os debates
Os dois lados das guerras sexuais feministas enfrentaram uma série de problemas, resultando em intensos debates tanto pessoais e em diversos meios de comunicação.

### Debate sobre pornografia
No final da década de 1970, muito do discurso do movimento feminista mudou a partir da discussão do feminismo lésbico para focar no novo tema da sexualidade. Uma das principais preocupações com a sexualidade foi a questão da pornografia, o que causou uma grande divisão entre as feministas. Os dois reconhecido lados do debate eram feminismo antipornografia e feminismo "pró-sexo". Uma das principais influências da anti-pornografia foi as suas antecessoras, feministas lésbicas. Os movimentos antipornografia desenvolveram a partir de argumentos fundamentais apresentados pelo lesbianismo, tais como a noção de relações sexuais patriarcais.
Ellen Willis descreveu estas relações como sendo "baseada no poder masculino apoiado pela força." A partir desta perspectiva, a pornografia é criada exclusivamente para homens, pelos homens e é um reflexo direto do paradigma masculino-dominante que cercam as relações sexuais. Outra ideia dos grupos antipornografia tirada do feminismo lésbico, é que a sexualidade é sobre a criação de um compassivo vínculo e uma relação duradoura com outra pessoa, contrário à crença de que é puramente sexual da natureza fisíca.
Em seu livro, Pornography: Men Possessing Women, Andrea Dworkin argumenta que o tema da pornografia é a dominação masculina e, como resultado, é intrinsecamente prejudicial para as mulheres e o seu bem-estar. Dworkin acredita que a pornografia não é apenas prejudicial em sua produção, mas também em seu consumo, uma vez que o espectador mentalmente internaliza as representações misóginas às mulheres. Robin Morgan resumiu a visão das feministas anti-pornografia, que a pornografia e violência contra as mulheres estão ligadas, em sua declaração: "a pornografia é a teoria, a violação é a prática".
O movimento antipornografia tem sido criticado pelas feministas sexo-positivo como uma repressão da sexualidade e um movimento no sentido da censura. Em seu artigo, Thinking Sex: Notes for a Radical Theory of the Politics of Sexuality, Gayle Rubin caracteriza a libertação sexual como um objetivo feminista e denuncia a ideia de que as feministas anti-pornografia coletivamente fala em nome de todo feminismo. Ela oferece a noção do que é necessário uma teoria da sexualidade, separada do feminismo. Em XXX: A Woman's Right to Pornography, Wendy McElroy resume a perspectiva sexo-positiva como "os benefícios da pornografia de oferecer para as mulheres que superem qualquer de suas desvantagens".
O debate da pornografia tem se concentrado em feministas radicais e libertárias, sobre as representações da sexualidade feminina em relação à sexualidade masculina neste tipo de mídia. Feministas radicais enfatizam que a pornografia ilustra a coisificação e a normalização da violência sexual através da apresentação de atos específicos. Em contraste, as feministas libertárias estão preocupadas com a estigmatização das minorias sexuais e o direito limitado para a prática de opção sexual que seria prejudicada, sem pornografia.

### Debate sobre sadomasoquismo
O principal locus do debate sexual sobre sadomasoquismo e outras práticas BDSM foi em San Francisco. Women Against Violence in Pornography and Media foi fundado lá, em 1977. Sua primeira ação política foi atacar um show ao vivo de um clube de strip com mulheres desempenhando atos sadomasoquistas entre si, em alinhamento com seu objetivo declarado do fim de todas as representações das mulheres sendo "presas, estupradas, torturadas, mortas ou degradadas para a estimulação sexual ou prazer". Assim como a campanha contra a pornografia, WAVPM também foram fortemente em oposição ao BDSM, vendo-a como ritualizando a violência contra as mulheres e contra a sua prática dentro de algumas comunidade lésbica. Em 1978, SAMOIS foi formada, uma organização de mulheres na comunidade BDSM, que viram suas práticas sexuais como consistentes aos princípios feministas.

### Debate sobre a prostituição
Outro debate nas guerras sexuais feministas centra-se na prostituição. As mulheres do feminista radical (ou antipornografia) argumentam contra a prostituição, alegando que ela é forçada a mulheres sem outra alternativa.
Enquanto isto, as feministas sexo-positivo argumentaram que esta posição ignora a autoagência de mulheres que escolheram o trabalho sexual, exibindo a prostituição como não inerentemente baseada na exploração de mulheres. Carol Leigh observa que "o movimento das prostitutas no início da década de 1970 evoluiu diretamente a partir do movimento das mulheres", mas acrescenta: "O movimento das mulheres nos EUA sempre foi ambivalente em relação as prostitutas". As visões polarizadas das feministas sobre a prostituição tem afetado suas posições sobre a questão do tráfico de seres humanos, que frequentemente é para o propósito de exploração sexual, com feministas anti-prostituição ocupando a posição de abolicionistas e feministas sexo-positivo de regulacionistas.
Feministas antiprostituição identifica a prostituição como prejudicial para aquelas que estão diretamente envolvidas nela: ela pode intensificar a propagação de infecções sexualmente transmissíveis, ameaça a saúde e envolve a violência de cafetões ou clientes às prostitutas. De acordo com um estudo de 2003 por Melissa Farley, publicado no Journal of Trauma Practice: "a violência é a norma para as mulheres na prostituição". Estas feministas também argumentam que as mulheres, como grupo, são oprimidas e prejudicadas pela prostituição, mesmo quando elas não estão diretamente envolvidas. Objetificando as mulheres através da prostituição envia a mensagem de que os homens podem comprar o corpo de uma mulher. Scott Anderson explica que "a prostituição desempenha um papel fundamental na manutenção da desigualdade social das mulheres. Ele faz isso definindo as mulheres, em geral, como objetos sexuais, disponível para qualquer homem que deseja-las". Da mesma forma, a prostituição legitima homens a procura de sexo através da presença de coerção e o estupro da mulher prostituída. A natureza da prostituição dá aos homens o poder e o controle do sexual "relação". Algumas feministas antiprostituição argumentam que ela é um problema que deve ser contextualizado dentro de uma sociedade patriarcal e capitalista. Embora as razões para uma mulher se tornar uma prostituta sejam complexas, muitas mulheres são motivadas por necessidade econômica. Um estudo apontou que "a prostituição é o único trabalho que as mulheres, como grupo, são mais pagas do que os homens", apesar disto, a maior parte do dinheiro das prostitutas é utilizado e controlados por cafetões. As mulheres que estão lutando com a pobreza pode voltar-se para a prostituição como uma forma de proporcionar para si ou para suas famílias, em último recurso, quando elas têm poucas outras oportunidades. O contexto social do patriarcado dá às mulheres menos oportunidades e deixa-las mais propensas a estar em uma posição de necessidade econômica; nestas circunstâncias elas "escolhem" participar da prostituição, porque é uma das poucas opções disponíveis.
A perspectiva sexo-positiva vê as prostitutas como agentes ativas em suas vidas e abraçam visões mais abertas da sexualidade e prazer. Argumentam que as mulheres têm poder dentro da experiência sexual, de prostituição, porque elas controlam os serviços e taxas. Elas são vistas como sexualmente libertadas e podem desfrutar de seu trabalho. Embora não seja uma maneira fácil de quantificar o quanto de controlo e apreciação qualquer prostituta tem em seu trabalho, Feministas sexo-positivo também enfatizam que, a partir de uma perspectiva humanista, indivíduos devem ter o direito de escolher o seu trabalho, incluindo a escolha de prostituição. Argumentam que o trabalho sexual não é inerentemente abusivo ou degradante e que há muita variação na situação das profissionais do sexo. Mas feministas sexo-positivo reconhecem que as mulheres que trabalham como prostitutas estão expostas a violência e as possíveis implicações criminais. Este grupo apoia muitas vezes os direitos dos profissionais do sexo e projetos de descriminalização da prostituição, argumentando que permitiria as prostitutas para se organizar e dar-lhes maior saúde e segurança. De acordo com elas, a descriminalização permitiria que o trabalho sexual fosse regulamentado, dando às mulheres uma maior proteção.

## Efeitos das guerras sexuais
A polarização da ideologia feminista durante as guerras sexuais tem tido uma ampla gama de efeitos. Os exemplos incluem, de acordo com Liu (2011), "A confusão na interpretação da definição do tráfico de pessoas é uma conseqüência dos pontos de vistas feministas opostos sobre a prostituição."
Na Europa, tem havido muitos leis sobre a regulamentação da prostituição ou criminalização, influenciados pelas discussões feministas, com muitos países enfrentando protestos contra e a favor. Recentemente, a França aprovou uma lei que criminaliza o cliente da prostituta com até 1.500 euros, visando diminuir o tráfico sexual.  O primeiro-ministro Manuel Valls rejubilou perante esta nova lei, que considera ser "um grande avanço para os direitos das mulheres". No entanto, a lei causou polêmica e enfrentou protestos de prostitutas na Assembléia Nacional Francesa. A França seguiu o exemplo da Suécia, Noruega, Islândia e Irlanda do Norte. Na Suécia, por exemplo, sob a lei Kvinoodfrid, foi permitido reduzir o número de clientes e de tráfico humano, mas o nível de prostituição manteve-se.

## Visão da terceira onda do feminismo
A terceira onda do feminismo é descrita sendo sobre a realização pessoal, pontos de vista individuais e as questões relacionadas a gênero focadas durante as guerras sexuais, tais como a prostituição, a pornografia e o sadomasoquismo. Em particular, o ponto de vista da terceira onda sobre a pornografia é que não há maior significado diferente do que o ato ou consumidor dá a ele. Itens, tais como objetos sexuais e pornografia, identificados por algumasfeministas da segunda onda como instrumentos de opressão, não estão mais sendo utilizadas exclusivamente por homens mas também por mulheres. A crítica feminista, Teresa de Lauretis, vê as guerras sexuais não em termos de polarização, mas como reflexo de uma terceira onda do feminismo, inerentemente, encarnada na diferença, que pode incluir conflitantes e concorrentes unidades . Enquanto isto, a crítica Jana Sawicki rejeita as visões polarizadas, buscando uma terceira via, que não é nem moralmente dogmática ou acriticamente libertária.